# Meerkamerkanon
Een meerkamerkanon is een kanon waarbij de snelheid van het projectiel na het afvuren van de hoofdlading wordt verhoogd door het afvuren van nevenladingen. Dit lost het probleem op dat de hoofdlading niet naar willekeur kan worden vergroot om voldoende stuwkracht te leveren; bij een te grote hoofdlading explodeert het kanon.
Het meerkamerkanon is uitgevonden in de 19e eeuw. Als uitvinders worden genoemd de Franse ingenieur Louis-Guillaume Perreaux (1864) en de Amerikanen Lyman en Haskell, die het principe in 1870 zouden hebben bedacht en een klein prototype zouden hebben gebouwd.

## Twintigste eeuw
In 1926 ontwikkelden de ruimtevaartpioniers Max Valier en Herman Oberth een concept voor een kanon dat een capsule naar de Maan zou moeten kunnen schieten. Het was een verbetering van het idee van Jules Verne voor een maanraket. Het ontwerp voorzag in een verticaal in een hoge berg geplaatste loop van 900 meter met een enkele lading. In 1928 werd het concept verbeterd door Willy Ley en de Weense baron Guido von Pirquet. Zij breidden het ontwerp van Valier-Oberth door het toevoegen van nevenkamers uit tot een meerkamerkanon. 
In 1942 werd het meerkamerkanon verder verbeterd door de Duitser August Coenders. Tot dan was het probleem bij meerkamerkanonnen dat de nevenladingen niet op tijd werden ontstoken. Coenders loste dit op door elektrische ontstekingen te gebruiken. In 1943 demonstreerde hij een prototype bij Miedzyzdroje (Polen). Adolf Hitler gaf vervolgens opdracht voor de bouw van twee batterijen V3-kanonnen die vanaf de Franse kust Londen moesten kunnen raken. De batterijen werden tijdens de bouw getroffen door geallieerde bombardementen en zijn nooit in gebruik geweest. Aan het eind van de oorlog bouwden de Duitsers twee kleinere V3's die het Duitse Ardennenoffensief moesten ondersteunen. Met deze kanonnen werden slechts enkele schoten gelost. Nadien zijn geen meerkamerkanonnen meer gebouwd; de techniek is verlaten ten faveure van superguns en raketten.